# Стеца, Остап Антонович
Остап Антонович Стеца (пол. Ostap Antonowicz Steca, укр. Остап Антонович Стеца; 18 июля 1900, Команча, Королевство Галиция и Лодомерия, Австро-Венгрия — 23 марта 1978, Москва) — украинский, советский и польский военный лемковского происхождения, генерал-майор Красной Армии, бригадный генерал Войска Польского, член Комитета национальной безопасности ПНР. Участник Первой мировой, Гражданской и Великой Отечественной войн.

## Биография
Родился 18 июля 1900 года в семье путевого обходчика возле с. Команча, уезд Санок (Австро-Венгерская империя, ныне Подкарпатское воеводство Республики Польша). С 15 лет работал путевым обходчиком на станции Конюхов.
В 1916 году добровольцем вступил в Легион Украинских Сечевых Стрельцов и был направлен на русский фронт. В октябре 1916 года во время Брусиловского прорыва попал в русский плен. Вскоре сбежал, работал батраком на Украине (по другим данным был освобожден в 1918 году после заключения Брестского мира).
Весной 1918 года во время наступления австро-немецких войск на Украину снова вступил в УСС (Елизаветград, Черновцы). В ноябре 1918 направлен во Львов, где принимал участие в боях против поляков. После того как Украинская Галицкая армия в начале 1919 была отброшена к Збручу, воевал с белыми войсками генерала Деникина (Вапнярка, Гайсин), попал в плен к белогвардейцам, заболел тифом и был направлен в госпиталь в Одессу. Весной 1920 года вступил в Красную Украинскую Галицкую Армию и в составе 1 Железнодорожного батальона был направлен в Казань. Поступил в Казанское пехотное училище, в мае 1920 переведен в Школу Червоных Старшин имени ВЦИК (Харьков). В сентябре 1920 в составе Сводной курсантской дивизии имени тов. Павлова направлен на Западный фронт против поляков, затем на Южный фронт против Врангеля. Принимал участие в ликвидации отрядов Махно.
В феврале 1921 года вернулся в Харьков и в июле окончил курс Школы червоных старшин, после чего продолжил службу в ней в должности командира курса. В 1929—1932 обучался в Военной академии им. Фрунзе, руководитель группы — Г. Гай.
В 1937 году — старший преподаватель тактики Свердловского пехотно-пулемётного училища. В июне 1938 был арестован по обвинению в «шпионско-диверсионной деятельности». Отказался признать себя виновным и 24 сентября 1940 года был освобожден из Нижнетагильской тюрьмы. В 1940 году был назначен преподавателем тактики в Высшую школу штабной службы, с марта 1941 — в Военной академии им. Фрунзе, в октябре 1941 эвакуирован в Ташкент.
В апреле 1944 года направлен в состав Войска Польского, сформированного генералом Берлингом на территории СССР. С 19 апреля 1944 по 20 апреля 1945 — начальник штаба 1 польской дивизии имени Костюшко. Участвовал в боях у Ленино, штурме Варшавы (сентябрь 1944-январь 1945). 21 апреля 1945 назначен командиром новосозданной офицерской школы № 3 в Иновроцлаве, с декабря 1945 — начальник оперативного отдела Генерального штаба Войска Польского, c 24 декабря 1945 года бригадный генерал.
До 1948 года служил начальником отдела III Генерального штаба и заместителем командира Академии Генерального штаба по научной работе. В 1946—1947 годах был секретарем Государственной комиссии безопасности, в которую входили, в частности, министр обороны Михал Роля-Жимерский, главный комендант милиции Францишек Юзвяк, министр безопасности Станислав Радкевич.
Участвовал в организации операции «Висла» по ликвидации ОУН-УПА. В 1949 году начальник Военной академии Польши. С 31 декабря 1954 по 6 декабря 1955 года исполнял обязанности командующего Силезским военным округом в связи с отсутствием командира, генерал-майора Всеволода Стражевского. Награждён рядом польских и советских орденов и медалей.
В 1956 году был отозван в СССР, где и прожил оставшиеся годы. Похоронен в Москве.

## Награды

### СССР
- Орден Красного Знамени (трижды, 1944, 1945, 1946)
- Орден Ленина (1946)
- Медаль «В ознаменование 100-летия со дня рождения Владимира Ильича Ленина»
- Медаль «За победу над Германией в Великой Отечественной войне 1941-1945 гг.»
- Медаль «Двадцать лет победы в Великой Отечественной войне 1941-1945 гг.»
- Медаль «Тридцать лет Победы в Великой Отечественной войне 1941-1945 гг.»
- Медаль «За взятие Берлина»
- Медаль «За освобождение Варшавы»
- Медаль «Ветеран Вооружённых Сил СССР»
- Медаль «30 лет Советской Армии и Флота»
- Медаль «40 лет Вооруженных Сил СССР»
- Медаль «50 лет Вооружённых Сил СССР»
- Медаль «60 лет Вооружённых Сил СССР»

### Польша
- Кавалер ордена Virtuti Militari V степени (1945)
- Командорский крест Ордена Возрождения Польши (1954)
- Офицерский крест Ордена Возрождения Польши (1948)
- Орден «Крест Грюнвальда» III класса (1945)
- Золотой Крест Заслуги (1945)
- Медаль «За Одру, Нису и Балтику» (1945)
- Медаль «За Варшаву. 1939–1945» (1945)
- Серебряная медаль «Вооружённые силы на службе Родине» (1954)
- Бронзовая медаль «Вооружённые силы на службе Родине»
- Серебряная медаль «За заслуги при защите страны» (1968)
- Бронзовая медаль «За заслуги при защите страны»
- Медаль «Победы и Свободы»

### Другие
- Чехословацкий Военный крест 1939 года